# Tectaria
Tectaria es un género de helechos perteneciente a la familia Tectariaceae.

## Especies
- Tectaria acerifolia R.C. Moran; Ann. Missouri Bot. Gard. 77: 591 (1990)
- Tectaria adenophora Copel.; Leaflets Phil. Bot. 4. 1161 (1911)
- Tectaria aequatoriensis (Hier.) C. Chr.; Ind. Suppl. III. 176 (1934)
- Tectaria amblyotis (Bak.) C. Chr.; Ind. Suppl. IIII. 176 (1934)
- Tectaria amphiblestra (R. M. Tryon & A.F.Tryon) comb. ined.
- Tectaria andersonii Holtt.; Blumea 35(2): 547 (1991)
- Tectaria angelicifolia (Schum.) Copel.; Phil. Journ. Sci. 2C. 410 (1907)
- Tectaria angulata (Willd.) Copel.; Sarawak Mus. Journ. 2: 370 (1917)
- Tectaria antioquiana (Bak.) C. Chr.; Ind. Suppl. III. 177 (1934) (antioquoiana)
- Tectaria athyrioides (Bak.) C. Chr.; Ind. Suppl. III. 177 (1934)
- Tectaria athyriosora M. Price; Kalikasan 3: 113 (1974)
- Tectaria aurita (Sw.) S. Chandra; Kalikasan 12: 157 (1983)
- Tectaria balansae C. Chr.; Ind. Suppl. III. 177 (1934)
- Tectaria barberi (Hook.) Copel.; Phil. Journ. Sci. 2 C. 414 (1907)
- Tectaria barteri (J. Sw.) C. Chr.; Ind. Suppl. III. 177 (1934)
- Tectaria beccariana (Cesati) C. Chr.; Ind. Suppl. III. 177 (1934)
- Tectaria blumeana (Regel) C. Morton; Amer. Fern J. 61: 148 (1971)
- Tectaria brachiata (Zoll. & Moritz) C. Morton; Contrib. U.S. Nation. Herb. 38: 217 (1973)
- Tectaria brauniana (H. Karst.) C. Chr.; Index Filic., Suppl. 3, 177 (1934)
- Tectaria brevilobata Holtt.; Blumea 35(2): 548 (1991)
- Tectaria brooksii Copel.; Phil. Journ. Sci. 6C. 137 t. 20b (1911)
- Tectaria buchtienii (Rosenst.) Maxon; Proc. Biol. Soc. Wash. 46. 143 (1933)
- Tectaria calcarea (J. Sm.) Copel.; Phil. Journ. Sci. 2C. 415 (1907)
- Tectaria camerooniana (Hook.) Alston; Journ. of Bot. 77: 288 (1939)
- Tectaria chattagramica (Clarke) Ching; Sinensia 2 (2) 3 5 (1931)
- Tectaria cherasica Holtt.; Gard. Bull. Singapore 34(1): 141 (1981)
- Tectaria chimborazensis C. Chr.; Ind. Suppl. III. 178 (1934)
- Tectaria christii Copel.; Phil. Journ. Sci. Bot. 2. 416 (1907)
- Tectaria christovalensis (C. Chr.) Alston; Journ. of Bot. 77: 290 (1939)
- Tectaria cicutaria (L.) Copel.; Phil. Journ. Sci. 2C. 410 (1907)
- Tectaria coadunata (Wall. ex Hook. et Grev.) C. Chr.; Contr. U. S. Nat. Herb. 26: 3 31 (1931)
  - var. hirsuta Holtt.; Kew Bull. 43(3): 488 (1988)
  - var. minor Holtt.; Blumea 35: 518 (1991)
- Tectaria confluens (F.Muell. ex Bak.) Pichi-Serm.; Webbia 45(2): 368 (1991)
- Tectaria consimilis Ching & Chu H. Wang; Acta Phytotax. Sinica 19: 126 (1981)
- Tectaria cordulata (Rosenst.) C. Chr.; Ind. Suppl. III. 178 (1934)
- Tectaria coriandrifolia (Sw.) Underw.; Bull. Torr. Cl. 33. 200 (1906); Trivial names: Hairy Halberd Fern
- Tectaria craspedocarpa Copel.; Journ. Arnold Arb. 10. 178 (1929)
- Tectaria crenata Cav.; Descr. 250 (1802)
  - var. petiolata M.Kato; Acta Phytotax. Geobot. 47(1): 89 (1996)
- Tectaria crinigera C. Chr.; Dansk Bot. Ark. 7. 66 t. 18 (1932)
- Tectaria croftii Holtt.; Blumea 35(2): 548 (1991)
- Tectaria curtisii Holtt.; Gard. Bull. Singapore 38(2): 145 (1985)
  - var. hendersonii Holtt.; Blumea 35(2): 549 (1991)
- Tectaria danfuensis Holtt.; Blumea 35(2): 549 (1991)
- Tectaria decaryana C. Chr.; Dansk Bot. Ark. 7. 66 t. 19 (1932)
- Tectaria decastroi (Alderw.). C. Chr.; Ind. Suppl. III. 178 (1934)
- Tectaria decurrens (Presl) Copel.; Elmers Leaflets, Philip Journ. Bot. 234 (1907)
- Tectaria degeneri Copel.; A.C.Smith, Sargentia 1: 3 (1942)
- Tectaria dolichosora Copel.; Phil. Journ. Sci. 88. 136 (1929)
- Tectaria draconoptera (D.C. Eaton) Copel.; Philipp. J. Sci. 2C: 410 (1907)
- Tectaria dubia (Bedd.) Ching; Sinensia 2. 23 f. 5 (1931)
- Tectaria durvillei (Bory) Holtt.; Fl. Males., Ser. Il 2(1): 67 (1991)
- Tectaria ebenina (C. Chr.) Ching; Sinensia 2: 18 (1931)
- Tectaria estremerana Proctor & A.M.Evans; Mem. New York Bot. Gard. 53: 253 (1989)
- Tectaria exauriculata Holtt.; Blumea 35(2): 550 (1991)
- Tectaria fauriei Tagawa; Journ. Jap. Bot. 14: 102 (1938)
- Tectaria fengii Ching & Chu H. Wang; Acta Phytotax. Sin. 19: 127 (1981)
- Tectaria fernandensis (Bak.) C. Chr.; Ind. Suppl. III. 179 (1934)
- Tectaria ferruginea (Mett.) Copel.; Phil. Journ. Sci. 6. 76 (1911)
- Tectaria filisquamata Holtt.; Blumea 35(2): 550 (1991)
- Tectaria fimbriata (Willd.) Proctor & Lourteig; Bradea 5(40): 386 (1990)
- Tectaria fissa (Kunze) Holtt.; Fl. Males., Ser. II 2(1): 87 (1991)
- Tectaria gaudichaudii (Mett.) Maxon; Proc. Biol. Soc. Wash. 36. 173 (1923)
- Tectaria gemmifera (Fée) Alston; Journ. of Bot. 77: 288 (1939)
- Tectaria godeffroyi (Luerss.) Copel.; Bishop Mus. Bull. 69. 29 (1929)
- Tectaria grandidentata (Ces.) Holtt.; Rev. Fl. Mal. 2: 514 (1955)
- Tectaria griffithii (Bak.) C. Chr.; Ind. Suppl. III. 180 (1934)
  - var. amplissima Holtt.; Blumea 35(2): 551 (1991)
  - var. singaporeana Holtt.; Blumea 35(2): 551 (1991)
- Tectaria grossedentata Ching & Chu H. Wang; Acta Phytotax. Sin. 19: 127 (1981)
- Tectaria hederifolia (Bak.) C. Chr.; Ind. Suppl. III. 180 (1934)
- Tectaria hekouensis Ching & Chu H. Wang; Acta Phytotax. Sinica 19: 127 (1981)
- Tectaria heracleifolia (Willd.) Underwood; Bull. Torrey Bot. Club 33: 200 (1906);
  - var. trichodes C.V. Morton; Amer. Fern J. 56: 126 (1966)
- Tectaria herpetocaulos Holtt.; Dansk. Bot. Ark. 23: 241 (1965)
- Tectaria heterocarpa (Beddome) C. Morton; Contrib. U.S. Nation. Herb. 38: 270 (1973)
- Tectaria hilocarpa (Fée) M. Price; Kalikasan 3: 175 (1974)
- Tectaria holttumii C. Chr.; Gardens Bull. 7. 259 t. 55 (1934)
- Tectaria hookeri Brownlie; Nova Hedwigia Beih. 55 (Pterid. Fl. Fiji): 287 (1977) [nom. nov.
- Tectaria humbertiana Tardieu; Nat. Malgache 3: 115. f.1 (1951)
- Tectaria hymenodes (Mett.) J. W. Moore; Bishop Mus. Bull. 102. 7 (1933)
- Tectaria hymenophylla (Bedd.) Holtt.; Indian Fern J. l(1-2): 35 (1984 publ. 1985)
- Tectaria impressa (Fée) Holtt.; Kew Bull. 43(3): 483 (1988)
- Tectaria incisa Cav.; Descr. Pl. 249 (1802); Trivial names: Incised Halberd Fern
- Tectaria inopinata Holtt.; Blumea 35(2): 551 (1991)
- Tectaria isomorpha Holtt.; Dansk Bot. Ark. 25: 49 (1967)
- Tectaria jacobsii Holtt.; Blumea 35(2): 552 (1991)
- Tectaria jardini (Mett.) E. Brown; Bishop Mus. Bull. 89. 36 f. 11 (1931)
- Tectaria johannis-winkleri (C. Chr.) C. Chr.; Ind. Suppl. III. 180 (1934)
- Tectaria keckii (Luerss.) C. Chr.; Ind. Suppl. III. 181 (1934)
- Tectaria kehdingiana (Kuhn ex Luerssen) M. Price; Brit. Fern Gaz. 10: 262 (1972)
- Tectaria kingii Copel.; Phil. Journ. Sci. 2C. 4 (1914)
- Tectaria kouniensis Brownlie; Fl. Nouv.-Caléd. 3, Ptéridophytes, 232 (1969)
- Tectaria kweichowensis Ching & Chu H. Wang; Acta Phytotax. Sin. 19: 128 (1981)
- Tectaria labrusca (Hook.) Copel.; Phil. Journ. Sci. 2C. 410 (1907)
- Tectaria lacei Holtt.; Kew Bull. 43(3): 482 (1988)
- Tectaria laotica Tardieu & C. Chr.; Notul. Syst. [Paris] 7: 94 (1938)
- Tectaria latifolia (Forst.) Copel.; Phil. Journ. Sci. 2C. 410 (1907)
- Tectaria lawrenceana (Moore) C. Chr.; Dansk. Bot Ark. 7. 66 t. 17 (1932)
- Tectaria laxa (Copel.) M. Price; Kalikasan 1: 37 (1972)
- Tectaria leptophylla (C. H. Wright) Ching; Sinensia 2. 22 (1931)
- Tectaria lifuensis (Fourn.) C. Chr.; Ind. Suppl. III. 181 (1934)
- Tectaria lizarzaburui (Sod.) C. Chr.; Ind. Suppl. III. 181 (1934)
- Tectaria lobbii (Hook.) Copel.; Phil. Journ. Sci. 10C. 146 (1913)
  - var. allosora Holtt.; Blumea 35(2): 552 (1991)
  - var. denticulata Holtt.; Blumea 35(2): 552 (1991)
- Tectaria lobulata (Blume) K.lwats. & M.Kato; Acta Phytotax. Geobot. 31(4-6): 173 (1980)
- Tectaria lombokensis Holtt.; Fl. Males., Ser. II 2(1): 76 (1991) [nom. nov.
- Tectaria macrosora (Bak.) C. Chr.; Ind. Suppl. III. 181 (1934)
- Tectaria macrota Holtt.; Blumea 35(2): 552 (1991)
- Tectaria madagascarica Tardieu; Notul. Syst. [Paris] 15: 180. f.1 (1956)
- Tectaria magnifica (Bonap.) C. Chr.; Dansk Bot. Ark. 7. 67 t. 20, 21 (1932)
- Tectaria manilensis (C.Presl) Holtt.; Indian Fern J. l(1-2): 36 (1984 publ. 1985)
  - var. chupengensis (Ridley) Holtt.; Fl. Males., Ser. II 2(1): 45 (1991)
- Tectaria marchionica E. Brown; Bishop Mus. Bull. 89. 33 f. 10 (1931)
- Tectaria media Ching ex Ching & Wang; Acta Phytotax. Sin. 8: 169. t.22(27) (1959)
- Tectaria melanocaulis (BI.) Copel.; Philip. Journ. Sci. 2C: 416 (1907)
- Tectaria melanocauloides M.Kato; Acta Phytotax. Geobot. 47(1): 84 (1996)
- Tectaria melanorachis (Bak.) Copel.; Sarawak Mus. Journ. 2: 370 (1917)
- Tectaria menyanthidis (Presl) Copel.; Phil. Journ. Sci. 2C. 414 (1907)
- Tectaria mesodon (Copel.) M. Price; Kalikasan 1: 37 (1972)
- Tectaria mexicana (Fée) C. Morton; Amer. Fern J. 56: 133 (1966)
- Tectaria microchlamys Holtt.; Blumea 35(2): 553 (1991)
- Tectaria microlepis Holtt.; Blumea 35(2): 553 (1991)
- Tectaria minuta Copel.; Phil. Journ. Sci. 80. 328 (1926)
- Tectaria moorei (Hook.) C. Chr.; Ind. Suppl. III. 182 (1934)
- Tectaria morlae (Sod.) C. Chr.; Ind. Suppl. III. 182 (1934)
- Tectaria moussetii Holtt.; Blumea 35(2): 553 (1991)
- Tectaria murrayi (Bak.) C. Chr.; Ind. Suppl. III. 182 (1934)
- Tectaria nabirensis HoIttum; Blumea 35(2): 553 (1991)
- Tectaria nausoriensis Brownlie; Nova Hedwigia Beih. 55 (Pterid. Fl. Fiji) 300 (1977)
- Tectaria nebulosa (Bak.) C. Chr.; Ind. Suppl. III. 182 (1934)
- Tectaria nesiotica Holtt.; Blumea 35(2): 553 (1991)
- Tectaria nicaraguensis (F. Fourn.) C. Chr.; Index Filic., Suppl. 3, 182 (1934)
- Tectaria nicotianifolia (Baker) C. Chr.; Index Filic., Suppl. 3, 182 (1934)
- Tectaria nitens Copel.; Philip. Journ. Sc. 56: 475. t.6 (1935)
- Tectaria novoguineensis (Rosenst.) C. Chr.; Ind. Suppl. III. 182 (1934)
- Tectaria organensis C. Chr.; Ind. Suppl. III. 183 (1934)
- Tectaria palmata (Mett.) Copel.; Sarawak Mus. Journ. 2: 369 (1917)
  - var. dimorpha Holtt.; Blumea 35(2): 554 (1991)
  - var. platanifolia (Mett.) Holtt.; Blumea 35(2): 554 (1991)
  - var. sumatrana Holtt.; Blumea 35(2): 554 (1991)
- Tectaria pandurifolia C. Chr.; Ind. Suppl. III. 183 (1934)
- Tectaria pedata (Desv.) comb. ined.
- Tectaria pentagonalis (Bonap.) comb. ined.
- Tectaria perdimorpha Holtt.; Kew Bull. 43(3): 481 (1988)
- Tectaria phaeocaulis (Rosenst.) C. Chr.; Ind. Suppl. III. 183 (1934)
- Tectaria pica (L. f.) C. Chr.; Dansk Bot. Ark. 7. 65 (1932)
- Tectaria pilosa (Fée) R.C. Moran; Novon 2: 138 (1992)
- Tectaria plantaginea (Jacq.) Maxon; Contr. U.S. Natl. Herb. 10: 494 (1908)
  - var. macrocarpa (Fée) C.V. Morton; Amer. Fern. J. 56: 123 (1956)
  - var. confluens Morton; Amer. Fern J. 56: 123 (1966)
- Tectaria pleiosora (Alderw.) C. Chr.; Gardens Bull. S. S. 7. 260 (1934)
- Tectaria pleiotoma (Bak.) C. Chr.; Dansk Bot. Ark. 7. 65 (1932)
- Tectaria poilanei Tardieu; Bull. Soc. Bot. France 87: 366. t.1(3-4) (1941)
- Tectaria polymorpha (Wall. ex Hook.) Copel.; Philip. Journ. Sci. 2 C: 413 (1907)
  - var. subcuneata Ching & Chu H. Wang (1981)
- Tectaria prolifera (Hook.) R. & A. Tryon; Rhodora 83: 136 (1981)
- Tectaria pseudosinuata Brownlie; Fl. Nouv.-Caléd. 3, Ptéridophytes, 230, t. 29, f. 6 (1969)
- Tectaria x pteropus-minor (Bedd.) Fraser-Jenkins; New Species Syndrome in Indian Pteridology and the Ferns of Nepal 242 (1997) [pro sp.
- Tectaria pubens R.C.Moran; Novon 2(2): 138 (1992)
- Tectaria puberula (Desv.) C. Chr.; Dansk Bot. Ark. 7. 67 (1932)
- Tectaria pubescens Copel.; Univ. Calif. Publ. Bot. 18: 221 (1942)
- Tectaria quinquefida (Bak.) Ching; Sinensia 2. 26 f. 7 (1931)
- Tectaria quitensis C. Chr.; lnd Suppl. III. 184 (1934)
- Tectaria ramosii (Copel.) Holtt.; Fl. Males., Ser. II 2(1): 46 (1991)
- Tectaria rara (Alderw.) C. Chr.; Ind. Suppl. III. 184 (1934)
- Tectaria remotipinna Ching & Chu H. Wang; Acta Phytotax. Sinica 19: 129 (1981)
- Tectaria repanda (Willd.) Holtt.; Fl. Males., Ser. II 2(1): 80 (1991)
- Tectaria rheophytica Holtt.; Blumea 35(2): 554 (1991)
- Tectaria rigida Holtt.; Blumea 35(2): 555 (1991)
- Tectaria rivalis (Mett. ex Kuhn) Maxon; Journ. Washington Acad. Sc. 24: 555 (1934)
- Tectaria rockii C. Chr.; Contr. U. S. Nat. Herb. 26. 331 (1931)
- Tectaria rufescens Holtt.; Blumea 35(2): 555 (1991)
- Tectaria rufovillosa (Rosenst.) C. Chr.; Index Filic., Suppl. 3, 184 (1934)
- Tectaria schmutzii Holtt.; Blumea 35(2): 555 (1991)
- Tectaria schultzei (Brause) C. Chr.; Dansk Bot. Ark. 9(3): 51 (1937)
- Tectaria seemannii (Fourn.) Copel.; Univ. Calif. Publ. Bot. 14. 358 (1929)
- Tectaria semibipinnata (Wall. ex Hook.) Copel.; Sarawak Mus. Journ. 2: 371 (1917)
- Tectaria semipinnata (Roxb.) C. Morton; Contrib. U.S. Nation. Herb. 38: 286 (1974)
- Tectaria seramensis M.Kato; Acta Phytotax. Geobot. 47(1): 86 (1996)
- Tectaria siifolia (Willd.) Copel.; Phil. Journ. Sci. 2C. 414 (1907)
- Tectaria simaoensis Ching & Chu H. Wang; Acta Phytotax. Sinica 19: 130 (1981)
- Tectaria simonsii (Bak.) Ching; Sinebsia 2. 32 f. 13 (1931)
- Tectaria simulans Ching & Chu H. Wang; Acta Phytotax. Sin. 19: 129 (1981)
- Tectaria singaporeana (Wall. ex Hook. & Grev.) Copel.; Sarawak Mus. Journ. 2: 368 (1917)
- Tectaria sinuata (Labill.) C. Chr.; Ind. Suppl. III. 184 (1934)
- Tectaria squamipes Holtt.; Blumea 35(2): 555 (1991)
- Tectaria stalactica M. Price; Kalikasan 3: 116 (1974)
- Tectaria stearnsii Maxon; Proc. Biol. Soc. Wash. 86. 175 (1923)
- Tectaria stenosemioides Tardieu & C. Chr.; Notul. Syst. [Paris] 7: 88 (1938)
- Tectaria subcaudata (Alderw.) C. Chr.; Index Fil. Suppl. 3: 184 (1934)
- Tectaria subconfluens (Bedd.) Ching; Sinensia 2: 27 (1931)
- Tectaria subcordata Holtt.; Blumea 35(2): 555 (1991)
- Tectaria subdigitata (Bak.) Copel.; Sarawak Mus. Journ. 2: 370 (1917)
- Tectaria subebenea (H. Christ) C. Chr.; Index Filic., Suppl. 3, 185 (1934)
- Tectaria subrepanda (Bak.) C. Chr.; Ind. Suppl. III. 185 (1934)
- Tectaria subtriloba Holtt.; Blumea 35(2): 556 (1991)
- Tectaria subtriphylla (Hook. & Arn.) Copel.; Phil. Journ. Sci. 2. 410 (1907)
- Tectaria sulitii Copel.; Philip. Journ. Sc. 81: 26 (1952)
- Tectaria suluensis Holtt.; Blumea 35(2): 556 (1991)
- Tectaria sumatrana C. Chr.; Ind. Suppl. III. 185 (1934)
- Tectaria tabonensis M. Price; Kalikasan 3: 118 (1974)
- Tectaria taccifolia (Fée) M. Price; Kalikasan 3: 175 (1974)
- Tectaria tahitensis Maxon; Univ. Calif. Publ. Bot. 12. 29 (1924)
- Tectaria tenerifrons (Hook.) Ching; Sinensia 2. 34 (1931)
- Tectaria tenuifolia (Mett.) Maxon; Proc. Biol. Soc. Wash. 36. 174 (1923)
- Tectaria teratocarpa (Alderw.) C. Chr.; Ind. Suppl. III. 185 (1934)
- Tectaria ternata (Bak.) Copel.; Phil. Journ. Sci. 12C. 58 (1917)
- Tectaria transiens (C.V. Morton) A.R. Sm.; Amer. Fern J. 70: 27 (1980)
- Tectaria translucens Holtt.; Gard. Bull. Singapore 38(2): 145 (1985)
- Tectaria tricuspis (Bedd.) Copel.; Sarawak Mus. Journ. 2: 369 (1917)
- Tectaria trifida (Fée) M. Price; Amer. Fern J. 64: 31 (1974)
- Tectaria trifoliata (L.) Cav.; Descr. 249 (1802)
  - var. brasiliensis (Rosenst.) comb. ined.
- Tectaria triglossa Tardieu & C. Chr.; Notul. Syst. [Paris] 7: 92 (1938)
- Tectaria triloba (Sod.) C. Chr.; Ind. Suppl. III. 185 (1934)
- Tectaria trimenii (Bedd.) C. Chr.; Ind. Fil. Suppl 3: 185 (1934)
- Tectaria trinitensis Maxon; Amer. Fern Journ. 20. 3 (1930)
- Tectaria tripartita (Bak.) Copel.; Bishop Mus. Bull. 59. 50 (1929)
- Tectaria variabilis Tardieu & Ching; Notul. Syst. [Paris] 5(2): 81 (1936)
- Tectaria vasta (BI.) Copel.; Phil. Journ. Sci. 2C. 411 (1907)
- Tectaria vieillardii (Fourn.) C. Chr.; Ind. Suppl. 3: 29 (1934)
- Tectaria villosa Holtt.; Blumea 35(2): 556 (1991)
- Tectaria vitiensis Brownlie; Nova Hedwigia Beih. 55 (Pterid. Fl. Fiji): 294 (1977)
- Tectaria vivipara Jermy & T.G. Walker; Bull. Brit. Mus. (Nat. Hist.) Bot. 13. 274 (1985)
- Tectaria waterlotii (Tardieu) comb. ined.
- Tectaria weberi Copel.; Phil. Journ. Sci. 7C. 54 (1912)
- Tectaria wightii (Clarke) Ching; Sinensia 2. 28 f. 10 (1931)
- Tectaria x amesiana A. A. Eat.; Bull. Torr. Cl. 88. 479 (1906); Remarks: Tectaria coriandrifolia x Tectaria lobata
- Tectaria x cynthiae L. D. Gómez; Brenesia 10-11: 116 (1977); Remarks: Tectaria nicaraguensis x nicotianifolia
- Tectaria yunnanensis (Bak.) Ching; Sinensia 2. 24 f. 6 (1931)
- Tectaria zeylanica (Houtt.) Sledge; Kew Bull. 27: 422 (1972)
- Tectaria zollingeri (Kurz) Holtt.; Fl. Males., Ser. Il 2(1): 98 (1991)